# Bank von Korea

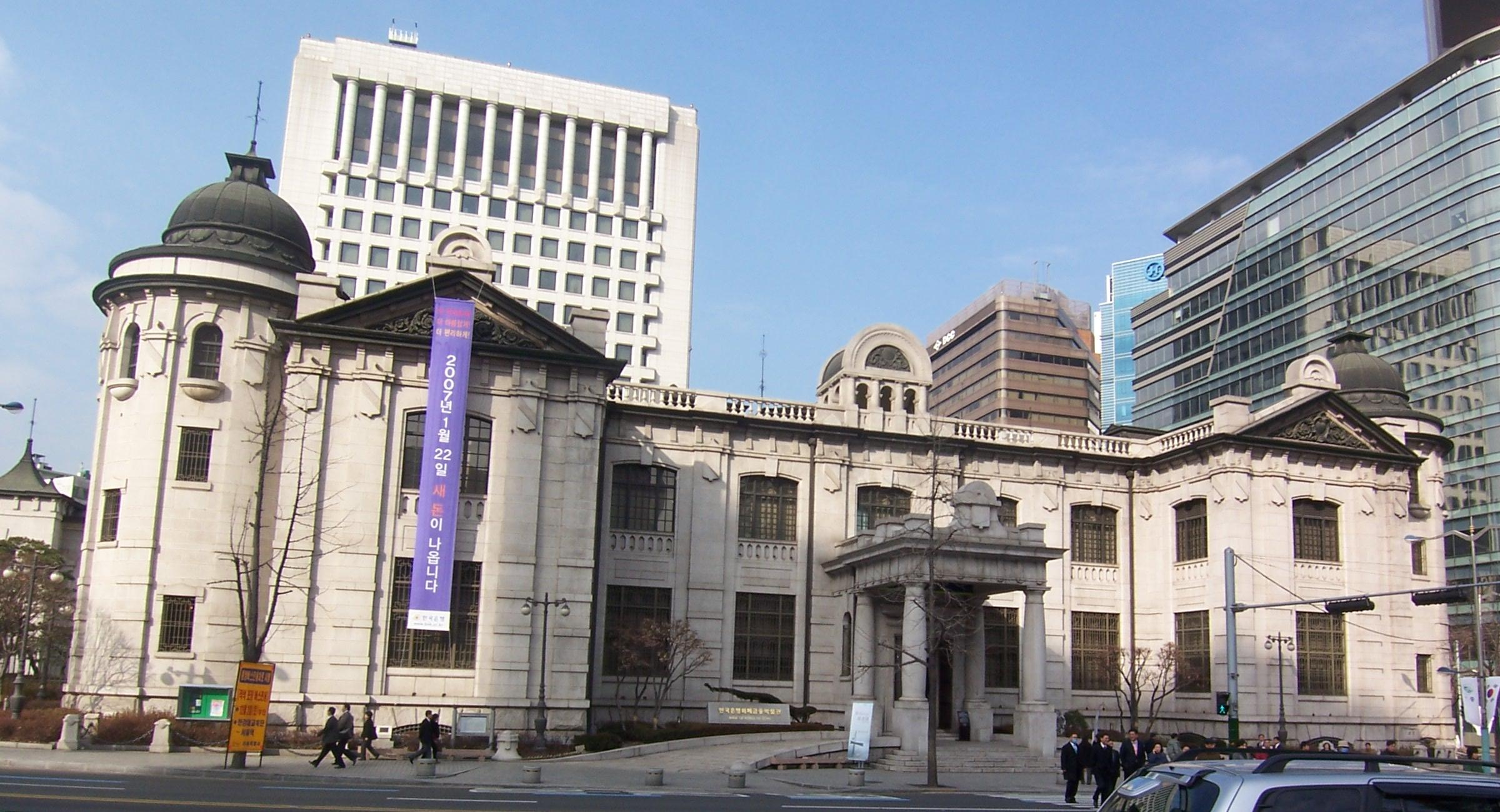
Bank von Korea in Seoul

Bank von Korea ist die Zentralbank von Südkorea mit Sitz in Seoul.

## Geschichte
Die Zentralbank wurde am 12. Juni 1950 errichtet.

## Aufgaben
Vorrangiges Ziel der Bank von Korea ist die Preisstabilität in Südkorea. Die Bank von Korea ist alleiniger Herausgeber des Südkoreanischen Wons. Zu den Aufgaben der Bank von Korea gehören die Entwicklung und Gestaltung der Geld- und Währungspolitik von Südkorea, die Emission des Südkoreanischen Won, die Beaufsichtigung des Bankensektors, die Garantie eines funktionierenden Zahlungsverkehrs in Südkorea sowie Maßnahmen zur Stabilisierung des südkoreanischen Finanzsystems.

## Präsidenten
Die Amtszeit des Präsidenten der Bank von Korea beträgt vier Jahre.
- 2006–2010: Lee Seong-tae
- 2010–2014: Kim Choong-soo
- 2014–2018: Lee Ju-yeol